# Fredrik Berglund (politiker)

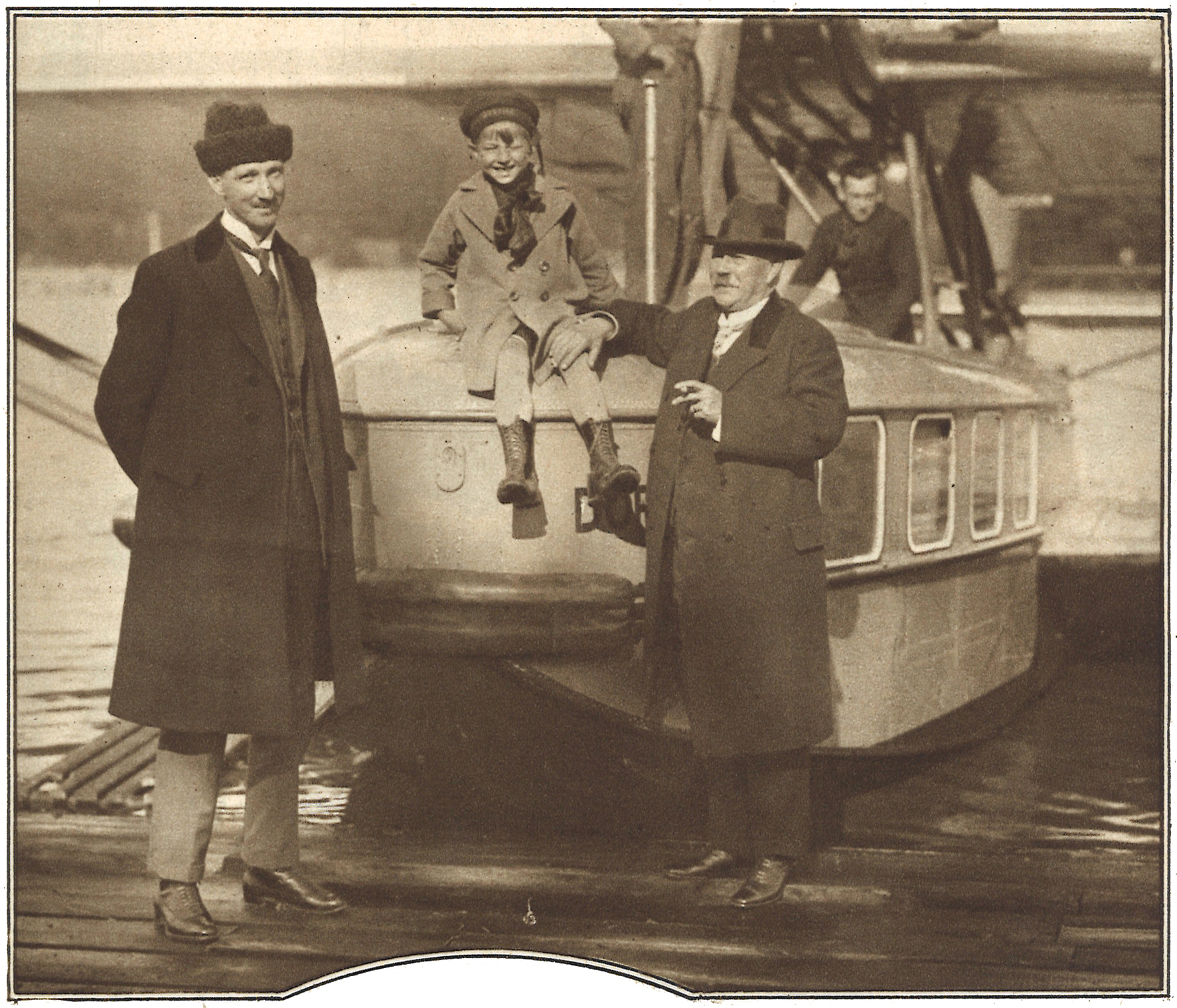
Fredrik Berglund (till höger) med sin son och sonson fotograferade efter att ha anlänt med flyget från Danzig till Stockholm 1925.

Fredrik Berglund (i riksdagen kallad Berglund i Luleå, senare Berglund i Linköping), född den 1 juli 1858 i Luleå, död den 19 juli 1939 i Linköping, var en svensk lokomotivmästare och politiker (liberal).
Fredrik Berglund, som var son till en skomakare, tog anställning vid Statens Järnvägar 1881 och blev ordinarie lokomotivmästare i Luleå 1896 och i Linköping 1908. I båda städerna var han ledamot i stadsfullmäktige.
Han var riksdagsledamot 1906–1919, under perioden 1906–1911 i andra kammaren för Luleå och Haparanda valkrets och 1912–1919 i första kammaren för Östergötlands läns valkrets. Som aktiv i Frisinnade landsföreningen tillhörde han dess riksdagsparti Liberala samlingspartiet. I riksdagen var han bland annat suppleant i statsutskottet 1912–1918 samt vid lagtima riksdagen 1919. Han var särskilt engagerad i järnvägsfrågor, men verkade också för kvinnors stärkta juridiska rättigheter.